# Curta

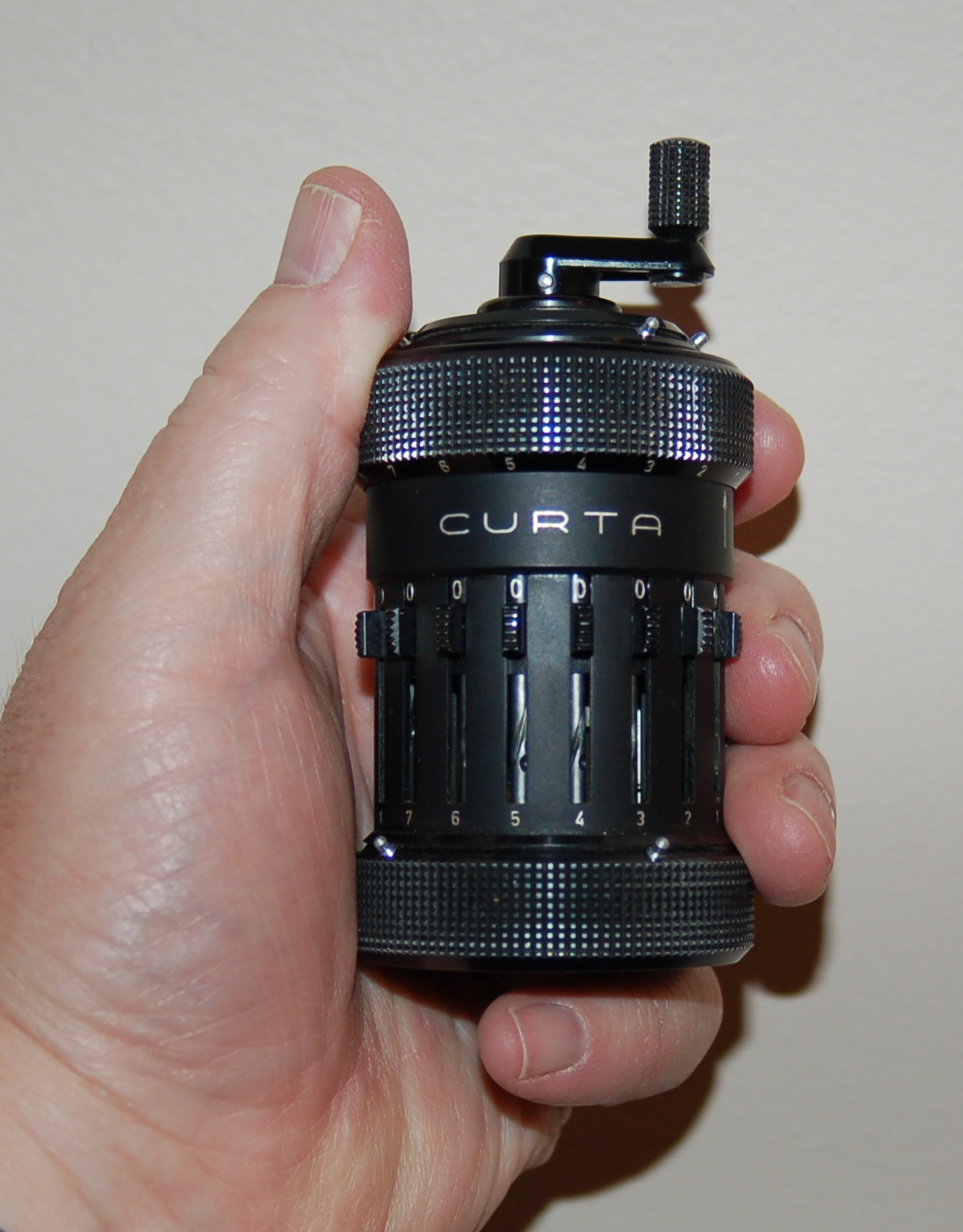
Curta в позиции для вычисления (в левой руке). Рычаг поворачивается правой рукой.

Curta — карманный арифмометр, выпущенный в 1948 году. Создатель — австрийский инженер Курт Херцштарк. Curta представляла собой небольшой цилиндр, помещающийся в руке. Могла производить операции сложения, вычитания, умножения, деления.
Машина выпускалась с 1948 по 1970 год в Лихтенштейне фирмой Contina AG, произведено порядка 140 тыс. единиц. Широко использовалась как портативное вычислительное устройство. «Курта» работала долго и надёжно, но при поломке её было практически невозможно собрать без заводской оснастки; из 3% арифмометров, вернувшихся на завод, немалая доля приходила в разобранном виде.
Машина Curta 1 имела 8 разрядов слагаемого, 6 разрядов на счётчике оборотов, 11 разрядов результата и весила 230 г. Curta 2 — 11 разрядов слагаемого, 8 разрядов на счётчике оборотов, 15 разрядов результата, 373 г.
За необычную конструкцию Curta получила клички «перечница» и «математическая граната». И поныне много тысяч штук исправно работают и служат объектами для коллекционирования.

## Правила работы
Чтобы повернуть каретку (верхнюю часть арифмометра), надо поднять её за накатку, повернуть в нужное место и опустить.
Сброс делается поворотом кольцевого рычага при поднятой каретке. Провести кольцом по сумматору — сброс сумматора. Провести по счётчику оборотов — сброс счётчика оборотов. Сделать полный оборот — сбросить всё. Кольцо можно держать в любом из двух исходных положений между сумматором и счётчиком. Чтобы можно было прятать «курту» в футляр, рычаг складывается.
Ручка крутится только вперёд (по часовой стрелке). Чтобы складывать/умножать, надо её утопить, чтобы вычитать/делить — вытянуть (видно красное кольцо). Если вы начали лишний оборот, закончите его, утопите ручку, если она вытянута (или вытяните, если утоплена) и сделайте ещё один оборот.
Счётчик оборотов десятичный с переносом. Таким образом, при умножении на 28 вы увидите именно 28, а не 3ƻ. Но это значит, что…
На задней стороне есть переключатель направления счёта оборотов. Для умножения его надо поставить вверх (прямой счёт, оборот в режиме сложения = +1, в режиме вычитания = −1), для деления — вниз (обратный счёт, оборот в режиме вычитания = +1, в режиме сложения −1).
Четыре десятичных запятых можно двигать как угодно по сумматору и счётчику.
Пример: 37·28, с оптимизацией 8=10−2
- Сбросить всё, переключатель направления вверх (прямой счёт)
- Набрать на цифронаборнике 37
- Каретку в десятки, ручку утопить (сложение), 3 оборота ручки (сумматор=1110, счётчик=30)
- Каретку в единицы, ручку вытянуть (вычитание), 2 оборота ручки (сумматор=1036, счётчик=28)
- По счётчику убеждаемся, что мы сделали 28 сложений. На сумматоре 1036.

## Принцип действия
Принцип действия такой же, как у обычного арифмометра Тома́ (на основе барабана Лейбница). Однако в настольных устройствах обычно по барабану на разряд; «Курта» обошлась одним барабаном, а приводные валы стоят вокруг него.
В каждом разряде цифронаборника два вала, параллельных оси барабана. Внутренний вал — обычный для схемы Тома́ приводной: он несёт скользящую приводную шестерню, сцепленную с барабаном (крайнее верхнее положение — 0, крайнее нижнее — 9) и сам сцепляется с сумматором. У внешнего двойное назначение: фиксировать наборные рычажки точно по цифрам 0, 1, 2…, и дублировать их десятичными колёсами через винтовую передачу.
Вычитание происходит вращением ручки вперёд через дополнительный код: вычитая  ноль, Curta добавляет 100000, записанные как 9999↑ (псевдоцифра ↑ означает 10). Когда пользователь вытягивает ручку, под цифрой 3 оказывается дорожка вычитания с шестью зубьями. В младшем разряде при этом надо прибавить не 9−x, а 10−x, для этого там две наглухо соединённые приводные шестерёнки — одна над дорожкой x, другая над x−1. При выставленной цифре 3 в режиме сложения эта шестерёнка прокрутит на большее из 2 и 3, в режиме вычитания — на большее из 6 и 7. Дополнительная дорожка с 10 зубцами используется только для вычитания нуля.
Перенос рычажный: проход десятичного колеса через 0 взводит рычаг, а тот сдвигает шестерню переноса на приводном валу. Первый зуб барабана поворачивает шестерню на 1, если перенос взведён (что, в свою очередь, может взвести следующий рычаг переноса), второй возвращает рычаг на место. Дополнительные три (в «Курте-2» — четыре) приводных вала не несут приводных шестерён, а только шестерни переноса.
Аналогично работает и счётчик оборотов: в одном режиме он добавляет 1, в другом — вычитает 1, добавляя 999. Этот режим определяется как XOR ручки «сложение-вычитание» и переключателя направления счёта (по факту сумма: за режим «сложение, счёт вперёд» и «вычитание, счёт назад» отвечают разные дорожки, по одному зубцу на каждой). В отличие от большинства арифмометров Однера, счётчик десятичный (а не 18-ричный) и снабжён отдельным механизмом переноса со своей парой зубьев для добавления единицы и сброса рычага.
Между счётчиком оборотов (белые окошки) и сумматором (чёрные окошки) полуторный интервал. Из-за этого верхние разряды цифронаборника и привода счётчика (напоминаем, в режиме вычитания счётчик добавляет 999, да и приводные валы используются для переноса) при сдвинутой каретке не входят в зацепление ни с чем и не мешают работе счётчика (соответственно сумматора).
Чтобы сдвинуть каретку, её прежде надо поднять. В «Курте» есть множество взаимоблокировок: нельзя крутить ручку назад; поднять каретку, когда ручка не в исходном положении; изменить число в регистре (ударом или неисправностью), когда счёт не идёт; прокручивать ручку, когда каретка поднята и т. д.
Механизм сброса работает только при поднятой каретке и представляет собой две «пилы» (сектора коронной шестерни) по 9 зубцов. На шестернях сумматора и счётчика оборотов в месте контакта с пилой срезаны два зуба, так что пила проворачивает разряд в 0 и перестаёт сцепляться — оба зуба срезаны. Часть разрядов сбрасывается первой пилой (а вторая проходит свободно), остальные второй — так пилы в исходном положении не сцепляются ни с чем, и это позволяет сбрасывать счётчик, не задев сумматор (и наоборот).
Футляр «Курты» открывался по часовой стрелке и закрывался против — иначе ручка могла провернуться и оказаться не в исходном положении.

## История
Австрийский инженер Курт Херцштарк родился в 1902 году в семье еврея и католички. Родители владели мастерской арифмометров, и ещё до войны он придумал основы новой машины — цилиндрический корпус, вычитание через дополнительный код.
В 1938 году к власти пришёл Гитлер, и мастерскую заняли производством военной продукции. В 1943 году двоих из его мастерской арестовали за прослушивание британского радио, попался и Курт, и его отправили в Бухенвальд. Эсэсовцы ознакомились с личным делом и определили его на завод — днём он выполнял норму по узлам «Фау-2», а ночами и в выходные мог работать над «Куртой».
Когда в 1945 году пришли американцы, Курт принёс чертежи на один из веймарских заводов. Но этот завод попал в оккупационную зону СССР, и Курт схватил опытные образцы, сбежал в Вену и стал искать инвестора. И нашёл — в лице князя Лихтенштейна Франца Иосифа II. Они организовали фирму «Контина», и работа пошла. Сначала машину хотели назвать «Лилипут», но кто-то обронил: «Если отца зовут Курт, то дочь нужно назвать Куртой».
Вскоре финансисты реорганизовали компанию и аннулировали акции. Курта спасло то, что те же финансисты записали патенты на Курта лично — если бы кто-то оспорил права на изобретение, отвечал бы Курт, а не компания. Так Курт и жил 50-е и 60-е годы, просто получая патентные отчисления.
Машина была популярна, несмотря на дороговизну. Руководитель одного американского банка был сильно удивлён, когда ревизор пришёл к нему без обычного чемодана с арифмометром, но свёл баланс до цента. Любили «Курту» гражданские пилоты, которым надо рассчитывать центровку и топливо — настоящий арифмометр со счётчиком оборотов даёт уверенность, что не было человеческой ошибки.
В 1970-е годы электронные калькуляторы подешевели менее чем до 100 долларов, и Curta стала неконкурентоспособной. Но автогонщики пользовались Curt’ой вплоть до 1980-х годов: в ралли, кроме закрытых скоростных спецучастков, есть и участки дорожные, по которым надо ехать с определённой средней скоростью по правилам дорожного движения. Оказалось, арифмометр лучше калькулятора выполняет задачу: к счётчику прибавить 0,1, к сумматору — ожидаемое время за 100 м одометра в центах (сотых долях минуты). Каждый раз, когда одометр проскакивает через 100 метров, штурман делает оборот ручки. Пропустил — сравнивает счётчик с одометром, и делает ещё один оборот. После этого сравнивает сумматор с часами и сообщает: мы опережаем на 40 центов.

## Наследие
В романе «Распознавание образов» Уильяма Гибсона героиня Кейс Поллард связывается с продавцами «Куртов». В романе также фигурирует якобы редчайший экземпляр арифмометра, изготовленный Херцштаком в концлагере.
В 2016 году сумели напечатать «Курту» на 3D-принтере в масштабе 3:1. Вес реплики — около 1,5 кг. Содержит 240 печатных деталей и около 100 покупных.